# Glauconycteris kenyacola
Glauconycteris kenyacola es una especie de murciélago de la familia Vespertilionidae.

## Distribución geográfica
Es endémica de Kenia, se conoce sólo en la zona  Galole carretera, 8.5 millas al norte de Garsen, Provincia Costera.